# Pueri Cantores del Veneto
Il coro Pueri Cantores del Veneto, è un coro di voci bianche con aggiunta una formazione giovanile fondato nel 1984 e diretto sin dalla sua fondazione dal Maestro Roberto Fioretto. Conta circa 80 elementi fra ragazzi e ragazze e svolge la sua attività in sei centri: Mestre, Vicenza,  Lonigo, Creazzo, Isola Vicentina e Padova.

## Storia
Il coro ha partecipato a prestigiosi incontri musicali, festival internazionali e ha tenuto concerti in molte città d'Italia. Nella consueta tournée annuale all'estero il coro ha tenuto concerti presso la cattedrale di Bristol e presso la S. Michael Church di Londra, in Germania presso la Reitstadel di Neumarkt e nel Monastero di Maulbronn, a Mülhlausen Sulz, Rotenburg Wümme ed Abensberg, in Austria a Vienna, Graz e Salisburgo, in Svizzera a Basilea e Zurigo, in Francia ad Annecy, Cannes ed Antibes sulla Costa Azzurra, nella Repubblica Ceca a Praga, nella Repubblica Slovacca a Bratislava, Rožomberok ed Hummenée; in Spagna a Madrid, ad Alicante e Las Palmas nell'Isola delle Canarie.
Dal 1995 il coro è membro aderente all'International Forum Junge Chormusik, Associazione Culturale con riconoscimento ufficiale dell'UNESCO e dell'ONU.
Ha collaborato con gli Enti Lirici Arena di Verona, Fenice di Venezia, Teatro Real di Madrid e qui ha cantato sotto la direzione di Maestri quali John Eliot Gardiner, Cesare Alfieri, Giuliano Carella, Yon Marin, Giuseppe Grazioli e Claudio Scimone. Inoltre il coro ha tenuto concerti in diverse città italiane con orchestre quali: Orchestra Verdi di Milano, I Solisti Veneti, I Musicali Affetti e l'Orchestra del Teatro Olimpico di Vicenza, Orchestra Federale del Veneto e la Philharmonia Veneta.
Dopo aver partecipato alla produzione cinematografica francese: Les Enfants du Siecle incentrato sulla vita di George Sand girato a Venezia nel 1999, nel 2001 il coro, nel corso di una sua tournée in Costa Amalfitana, ha partecipato all'international Giffoni Film Festival ricevendo un riconoscimento dal direttore e fondatore del Festival Claudio Gubitosi che ha patrocinato un film sulla storia di questo coro dove appunto i ragazzi del medesimo sono i protagonisti.
In occasione del concerto per la Pace nel Mondo presso l'Ara Pacis di  Medea del 3 luglio 2011, la stampa ha definito i Pueri Cantores del Veneto il "miglior coro di voci bianche d'Italia".

## Discografia
Ha inciso alcuni Compact-Disc; con l'esecuzione di due opere di Giovanni Battista Pergolesi: la sequenza Stabat Mater Dolorosa, e il Salmo CXII Laudate Pueri Dominum (in prima esecuzione mondiale); due Magnificat il primo di Vivaldi e l'altro di Galuppi, nonché un mottetto di Bach Der Gerechte Kommt Um, l'Oratorio di Natale di Bach, la Matthäus-Passion BWV 244 di Bach e il Requiem KV 626 di Mozart.
Il coro si sta specializzando nell'interpretazione della Fiaba in Musica, avendo realizzato in teatri di prestigio nazionale varie opere come Pollicino di Henze, Il Piccolo Spazzacamino di Britten, inoltre Pinocchio e La Piccola Fiammiferaia di José Cura e Hänsel e Gretel di Engelbert Humperdinck. Né tralascia il repertorio più classico avendo realizzato sempre in forma di fiaba un rifacimento moderno de Il Flauto Magico di Mozart (una produzione del Teatro Giuseppe Borgatti di Cento) e l'opera Nabucco di Giuseppe Verdi.